# 槇野勇
槇野 勇（まきの いさむ、1917年（大正6年）4月18日 - 1994年（平成6年）11月2日）は、日本の警察官僚。警視総監。

## 経歴
奈良県、現在の五條市出身。1935年奈良県立五條中学校（現奈良県立五條高等学校）を経て、第一高等学校を卒業。1941年10月、文官高等試験行政科試験に合格。同年12月、東京帝国大学法学部政治学科を卒業。内務省に入省し東京府属となる。
短期現役海軍主計科士官（8期）を志願し、1942年1月、海軍主計中尉に任官し海軍経理学校に入校。同年5月に卒業。1943年11月、海軍主計大尉に昇進。1945年に復員。
内務省に復帰し内務省調査局調査課に配属。1953年、国家地方警察滋賀県本部警察隊長に就任。以後、滋賀県警察本部長、兵庫県警察本部警務部長、大阪府警察本部刑事部長、関東管区警察局公安部長、警察庁刑事局捜査第二課長、同捜査第一課長、警察庁警務局人事課長、警視庁刑事部長、同警務部長、同副総監などを歴任。1972年6月、警視総監に就任し1975年2月まで在任した。
退官後、1975年から1984年まで日本道路交通情報センター理事長を務めた。

## 栄典
- 1987年 - 勲二等瑞宝章受章[6]